# Huangtaigang
Huangtaigang (kinesiska: 黄台岗, 黄台岗镇) är en köping i Kina. Den ligger i provinsen Henan, i den centrala delen av landet, omkring 240 kilometer sydväst om provinshuvudstaden Zhengzhou. Antalet invånare är 49230. Befolkningen består av 23 665 kvinnor och 25 565 män. Barn under 15 år utgör 20,0 %, vuxna 15-64 år 70 %, och äldre över 65 år 9,0 %.
Genomsnittlig årsnederbörd är 906 millimeter. Den regnigaste månaden är augusti, med i genomsnitt 164 mm nederbörd, och den torraste är december, med 9 mm nederbörd.